# Nêgo
Nêgo, nome artístico de Edson Feliciano Marcondes (Nova Iguaçu, 15 de agosto de 1955) é um puxador de samba-enredo e sambista brasileiro. Atualmente defende o Acadêmicos de Niterói. 
Nêgo é considerado por especialistas, um dos maiores intérpretes da Era Sambódromo do Carnaval carioca, sobretudo pela forma como conduz os sambas enredos, mesclando técnica e vibração, e principalmente mantendo o andamento durante o desfile. É irmão do também intérprete Neguinho da Beija-Flor.
Além de intérprete, Nêgo é autor de diversos sambas-enredo de sucesso, tais como A Grande Constelação das Estrelas Negras de 1983. É também o maior vencedor do prêmio Estandarte de Ouro, concedido pelo jornal O Globo e tido como o "Óscar do Carnaval" tendo vencido cinco vezes na categoria de "Melhor intérprete de samba-enredo". Quanto ao número de prêmios conquistados, empata com Jamelão, da Mangueira, que detém o recorde de seis Estandartes, sendo cinco de Melhor Intérprete e outro de Personalidade.

## Biografia
Começou como apoio do irmão na Beija-Flor em 1981, quando também foi ganhador do samba-enredo junto com Dicró, Picolé e Neguinho. Em 1983, Nego e Neguinho venceram novamente com o enredo "A grande constelação das estrelas negras" (enredo de Joãozinho Trinta), quando a escola de Nilópolis foi campeã pela quinta vez. Nêgo e Neguinho também assinaram o samba de 1984 ("O Gigante em Berço Esplêndio"). Em 1985 fez um teste na Unidos da Tijuca com 48 pessoas, onde foi escolhido cantor oficial da escola. No ano de 1986 iniciou a carreira como intérprete oficial com o samba Cama, mesa e banho de gato na Unidos da Tijuca. Em 1987, o presidente da escola, Fernando Horta, o colocou para fazer aula de canto com a professora Dona Filinha, também professora do grande radialista Rubens Confete e de vários outros cantores do mundo da música. Nêgo também compôs os sambas da Tijuca em 1988, 1989 e 1990. Já em 1991, ganhou seu primeiro Estandarte de Ouro com o enredo "Tá na mesa Brasil".

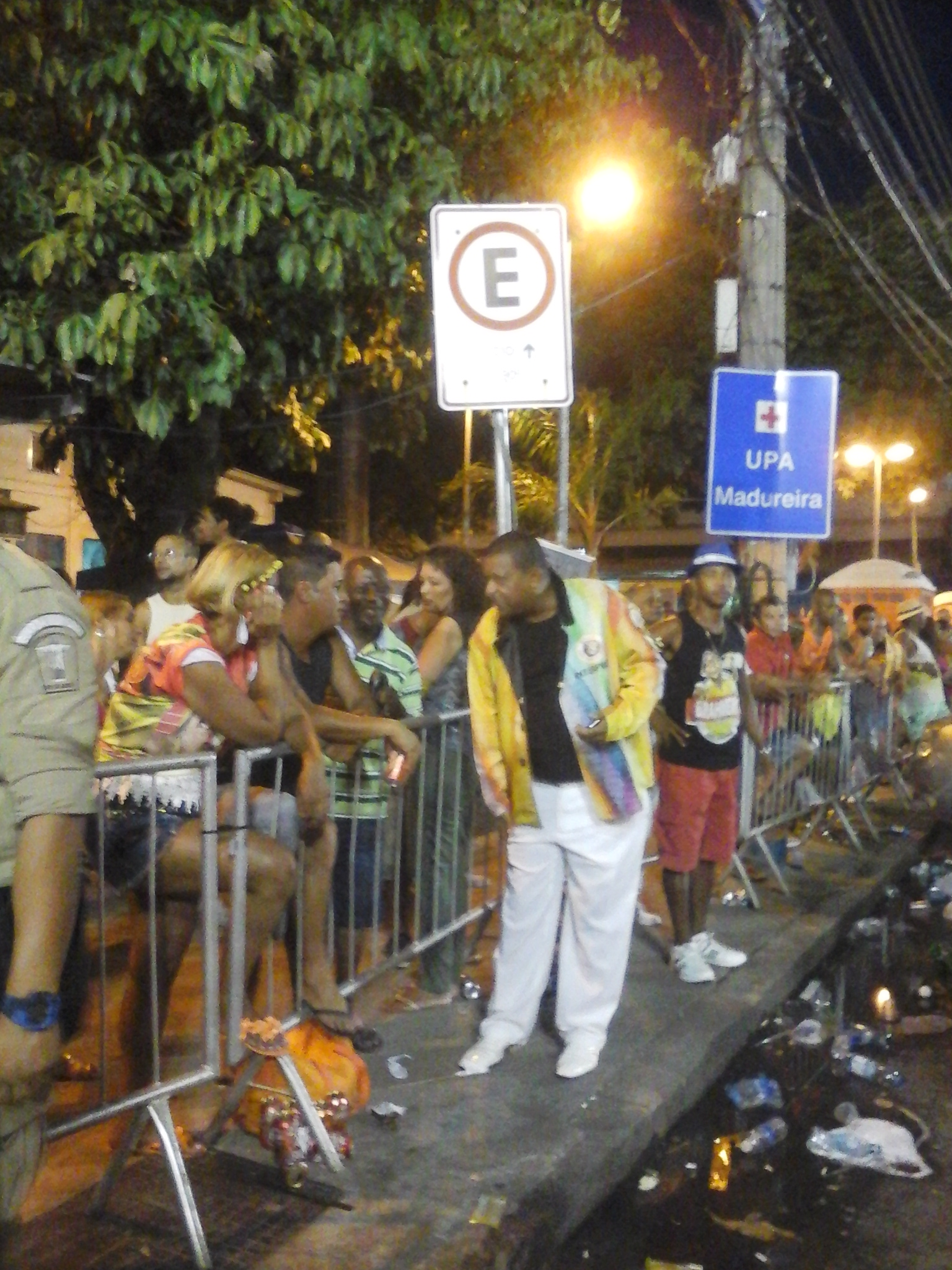
Nêgo em 2016 se preparando para cantar para o Leão de Nova Iguaçu, na Estrada Intendente Magalhães.

Em 1993, estreou como intérprete oficial da Grande Rio, sendo um dos autores de "No Mundo da Lua". Em 1994 ganhou seu segundo Estandarte de Ouro, prêmio que voltou a conquistar em 1999. Antes, em 1996, gravou seu primeiro CD solo, Amor sem limites. Entre 2001 e 2002, foi intérprete do Salgueiro. Em 2003 retornou à Unidos da Tijuca, onde ganhou o Estandarte de Ouro, desta vez como Melhor Samba-Enredo. No ano seguinte foi para o Império Serrano, quando cantou o clássico Aquarela Brasileira que foi reeditado pela escola. Foi o ano no qual ganhou seu 4° Estandarte de Ouro de Melhor Intérprete. Voltou a vencer o Estandarte em 2006, sendo este o quinto de sua carreira, tornando-se o maior ganhador na categoria. Ainda em 2006, foi também intérprete da escola de samba Ilha da Marduque, de Uruguaiana.
Em 2008, transferiu-se para Viradouro, onde substituiu Dominguinhos do Estácio. Em 2009 retornou como intérprete oficial do Império Serrano cantando outro samba clássico da Serrinha: "Lenda das Sereias, Rainha do Mar", apresentado naquele ano com outro título ("A Lenda das Sereias e os Mistérios do Mar").
Em 2010 e 2011, foi intérprete da Mocidade. Em 2012, Nêgo foi para São Paulo comandar o carro de som da Vila Maria. Em 2013, retornou ao Império Serrano e chegou a gravar o samba-enredo da escola no CD oficial, mas pouco antes do desfile deixou a Serrinha ao ser contratado pela Grande Rio para cantar ao lado de Emerson Dias, uma vez que ele fez uma participação na faixa da escola de Caxias no CD do Grupo Especial. Depois do carnaval, foi a Manaus para homenagear o lutador de MMA (José Aldo) na escola de samba Unidos do Alvorada e subiu as montanhas, mas especificamente a Nova Friburgo, defender a Village no Samba, aonde foi campeão do carnaval. Na sequência, viajou para Alegrete para desfilar no Nós Os Ritmistas. Em 2015, foi interprete oficial da Imperatriz, deixando a escola a poucos meses da final de samba-enredo para 2016. Ainda em 2016, Nêgo foi convidado pela direção da Leão de Nova Iguaçu para retornar a agremiação onde deu seus primeiros passos no mundo do samba e consequentemente estreando nos desfiles realizados na Intendente Magalhães.
No ano de 2018, o consagrado intérprete atuou pela Acadêmicos do Sossego no Rio de Janeiro e no Camisa Verde e Branco em São Paulo. Já em 2020, retorna a Sossego, a princípio para dividir o microfone principal com Guto, mas no desfile oficial comandou sozinho o carro de som da escola de Niterói. Em 2021, é anunciado o seu retorno ao Império Serrano após sete anos, ajudando a escola a conquistar o título da Série Ouro no carnaval de 2022. Em 2023, se transfere para a Porto da Pedra, onde mais uma vez conquista o campeonato da segunda divisão carioca.

## Discografia
- 1996 - Amor Sem Limites (Atração Fonográfica)[11]

## Títulos e estatísticas
| Primeira Divisão | Primeira Divisão | Primeira Divisão                             |
| ---------------- | --- | -------------------------------------------- |
|                  | Bola Preta de Sobradinho Unidos da Ilha do Marduque Bola Preta de Sobradinho União da Ilha da Magia Inocentes de Maricá Bola Preta de Sobradinho Unidos do Alvorada Vilage no Samba Bom das Bocas | 2002 2006 2007 2008 2010 2011 2013 2014 2020 |
| Segunda Divisão  | |                                              |
|                  | Unidos da Tijuca Imperadores do Sol Império Serrano Unidos do Porto da Pedra Acadêmicos de Niterói                                                                                                | 1987 2013 2022 2023 2025                     |
| Terceira Divisão | |                                              |
|                  | Leão de Nova Iguaçu | 2016                                         |

## Premiações
- Estandarte de Ouro

1. 1991 - Melhor intérprete (Unidos da Tijuca) [12]
2. 1994 - Melhor intérprete (Grande Rio) [13]
3. 1999 - Melhor intérprete (Grande Rio) [14]
4. 2004 - Melhor intérprete (Império Serrano) [15]
5. 2006 - Melhor intérprete (Império Serrano) [16]

- Prêmio 100% Carnaval

1. 2023 - Melhor intérprete (Porto da Pedra) [17]

- Prêmio Feras da Sapucaí

1. 2024 - Destaque da Avenida [18]

- Prêmio S@mba-Net

1. 2023 - Melhor intérprete (Porto da Pedra) [19]

- Tamborim de Ouro

1. 2010 - A Voz da Avenida (Mocidade) [20]

- Troféu Band Folia

1. 2024 - Melhor intérprete (União da Ilha) [21]

- Troféu Explosão in Samba

1. 2024 - Melhor intérprete (União da Ilha) [22]

- Troféu Jorge Lafond

1. 2004 - Melhor intérprete (Império Serrano) [23]
2. 2014 - Prêmio Especial [24][25]

- Troféu Manchete

1. 1998 - Melhor intérprete (Grande Rio) [26]

- Troféu Sambario

1. 2023 - Melhor intérprete (Porto da Pedra) [27]
2. 2024 - Melhor intérprete (União da Ilha) [28]

- Troféu Sambista

1. 2016 - Melhor intérprete (Leão) [29]